# Treznea
Treznea là một xã thuộc hạt Sălaj, România. Dân số thời điểm năm 2002 là 1034 người.